# Convolvulus retrosepalus
Convolvulus retrosepalus är en vindeväxtart som beskrevs av Sa'ad. Convolvulus retrosepalus ingår i släktet vindor, och familjen vindeväxter. Inga underarter finns listade i Catalogue of Life.